# Fasolt (Operngestalt)
Fasolt ist eine Figur aus der Oper Das Rheingold der Tetralogie Der Ring des Nibelungen von Richard Wagner.
Fasolt und sein Bruder Fafner sind zwei Riesen, die den Göttern die Burg Walhall errichten. Ursprünglich war zwischen Göttern und Riesen vereinbart, dass die Riesen als Dank für den Burgbau die Göttin Freia erhalten sollten, die Fasolt ehelichen wollte. Auf Betreiben Fafners erklären sich indes beide Riesen, also auch Fasolt, bereit, statt der Göttin auch den Nibelungenschatz des Zwergen Alberich als Vergütung zu akzeptieren („Leichter’n Lohn fand ich zur Lösung: uns rauhen Riesen genügt des Niblungen rothes Gold“).
Wotan und Loge gelingt es, den Nibelungenschatz und den von Alberich verfluchten Ring zu beschaffen. Nachdem diese an die Riesen ausgehändigt wurden, kommt es zwischen Fasolt und Fafner zum Streit um den Ring – eine Folge des von Alberich ausgesprochenen Fluches. Fafner rafft den gesamten Nibelungenschatz und den Ring an sich („Ohne zu theilen hättest du Freia gefreit: theil’ ich den Hort, billig behalt’ ich die grösste Hälfte für mich“). Als Fasolt gleichwohl wenigstens den Ring für sich begehrt, wird er von Fafner erschlagen.